# Saul (nome)
Saul  è un nome proprio di persona italiano maschile.

## Varianti
- Maschili: Saulo[1][2], Saule[1][2], Saulle[1][2]
- Femminili: Saula[1], Saulla[2]

### Varianti in altre lingue
- Catalano: Saül[3], Saule[3]
- Croato: Šaul
- Ebraico: שָׁאוּל (Shā'ūl)[1][4][5][6][7]
- Finlandese: Sauli[5]
- Francese: Saül
- Greco biblico: Σαούλ (Saoul)[5]
- Greco moderno: Σαούλ (Saoul)
- Inglese: Saul[5][6]
- Latino: Saul[1][5][6]
- Lettone: Sauls
- Lituano: Saulius[5]
- Polacco: Szaweł, Szaul, Saul
- Portoghese: Saul, Saulo
- Russo: Саул (Saul)
- Spagnolo: Saúl[3], Saulo[3]
- Turco: Şaul

## Origine e diffusione

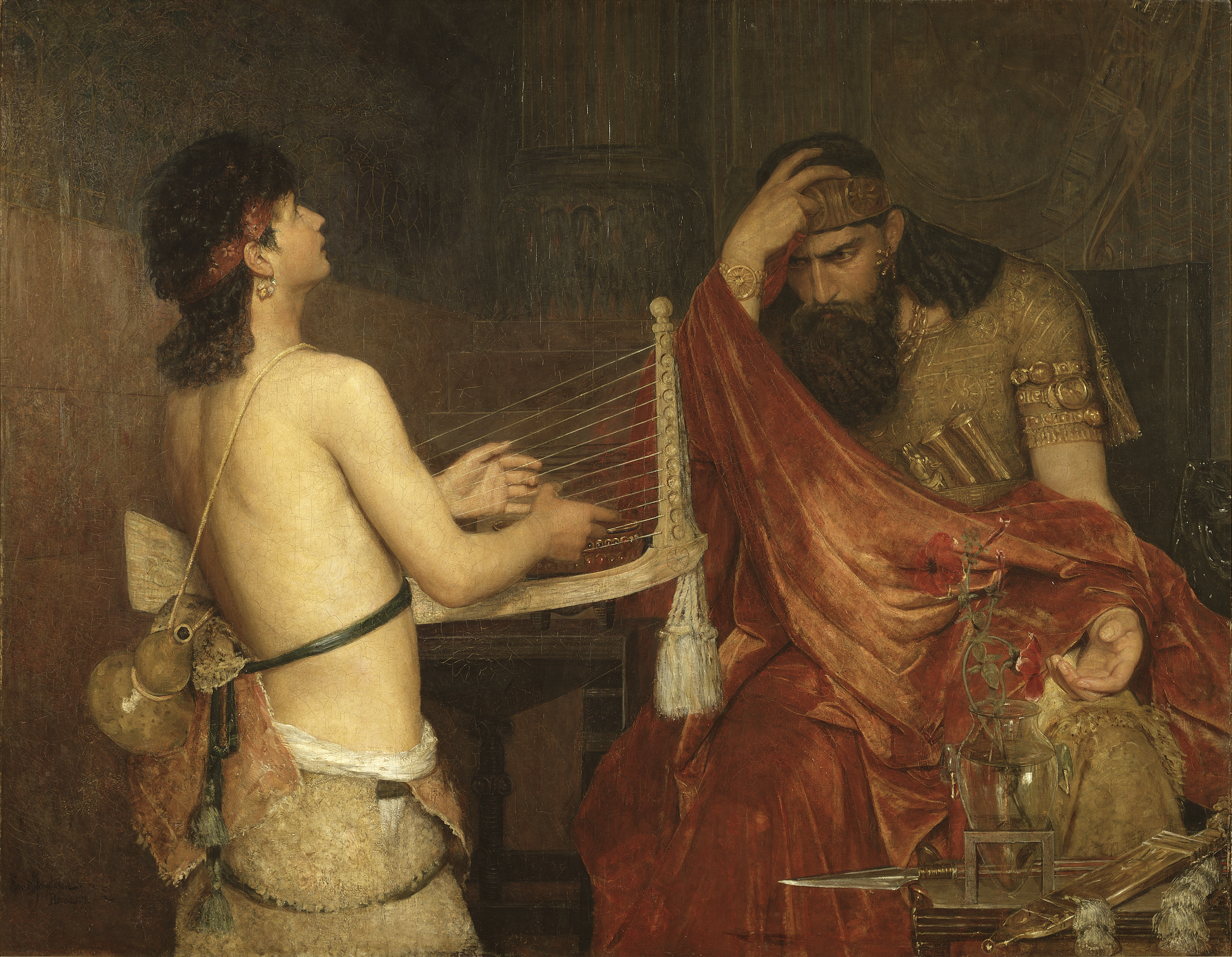
Davide e Saul, di Ernst Josephson

Continua il nome ebraico שָׁאוּל (Šā'ūl); generalmente viene ricondotto al participio passato del verbo ša'al ("egli chiese"), e interpretato quindi come "implorato", "richiesto", "domandato", "desiderato" (lo stesso del nome spagnolo Rogelio), e si tratterebbe quindi di uno dei numerosi nomi ebraici che esprimono ringraziamento a Dio per un figlio tanto desiderato. Altre fonti ritengono invece che l'interpretazione corretta sia "offerto", "prestato" (sottinteso: a Dio).
Si tratta di un nome biblico: venne portato infatti da Saul, re d'Israele prima di Davide, e fu anche il nome di san Paolo prima della sua conversione. In Italia è attestato in tutto il Centro-Nord, con più compattezza, specie per la variante "Saulle", in Emilia-Romagna; tale diffusione -comunque scarsa- è però solo in parte di matrice religiosa, ed è dovuta perlopiù a varie opere teatrali che hanno per protagonista il re d'Israele, come il Saul di Alfieri e il Saul di Gide.
Va notato che la forma lituana Saulius è anche la forma maschile del nome Saulė.

## Onomastico
L'onomastico si festeggia generalmente in una delle varie festività relative a san Paolo, il cui nome originale era appunto Saul (ad esempio il 25 gennaio per la conversione di san Paolo, oppure il 29 giugno per la festa dei santi Pietro e Paolo). Con questo nome si ricorda anche una santa Saula, martire a Colonia, commemorata il 20 ottobre.

## Persone

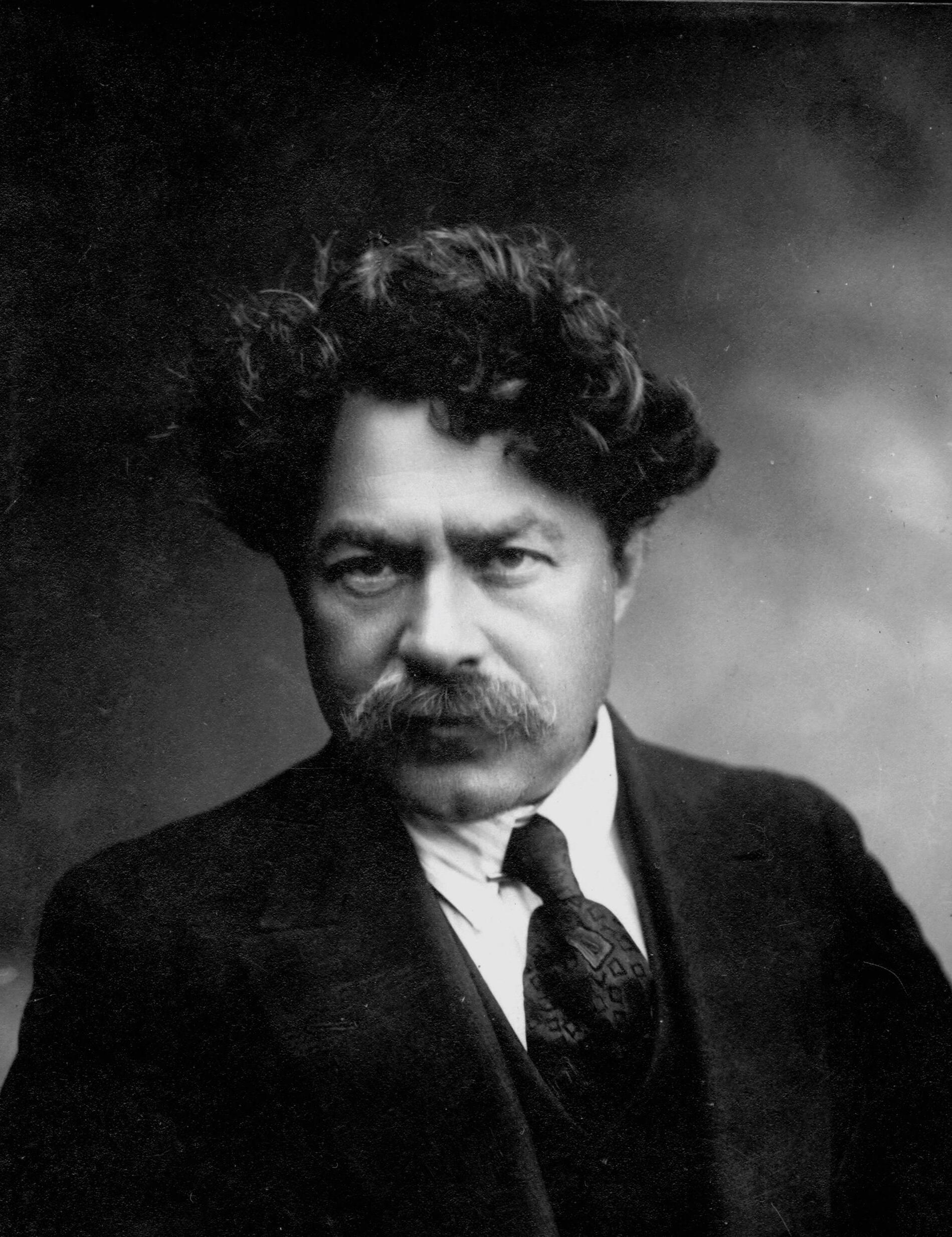
Saul Cernichovskij

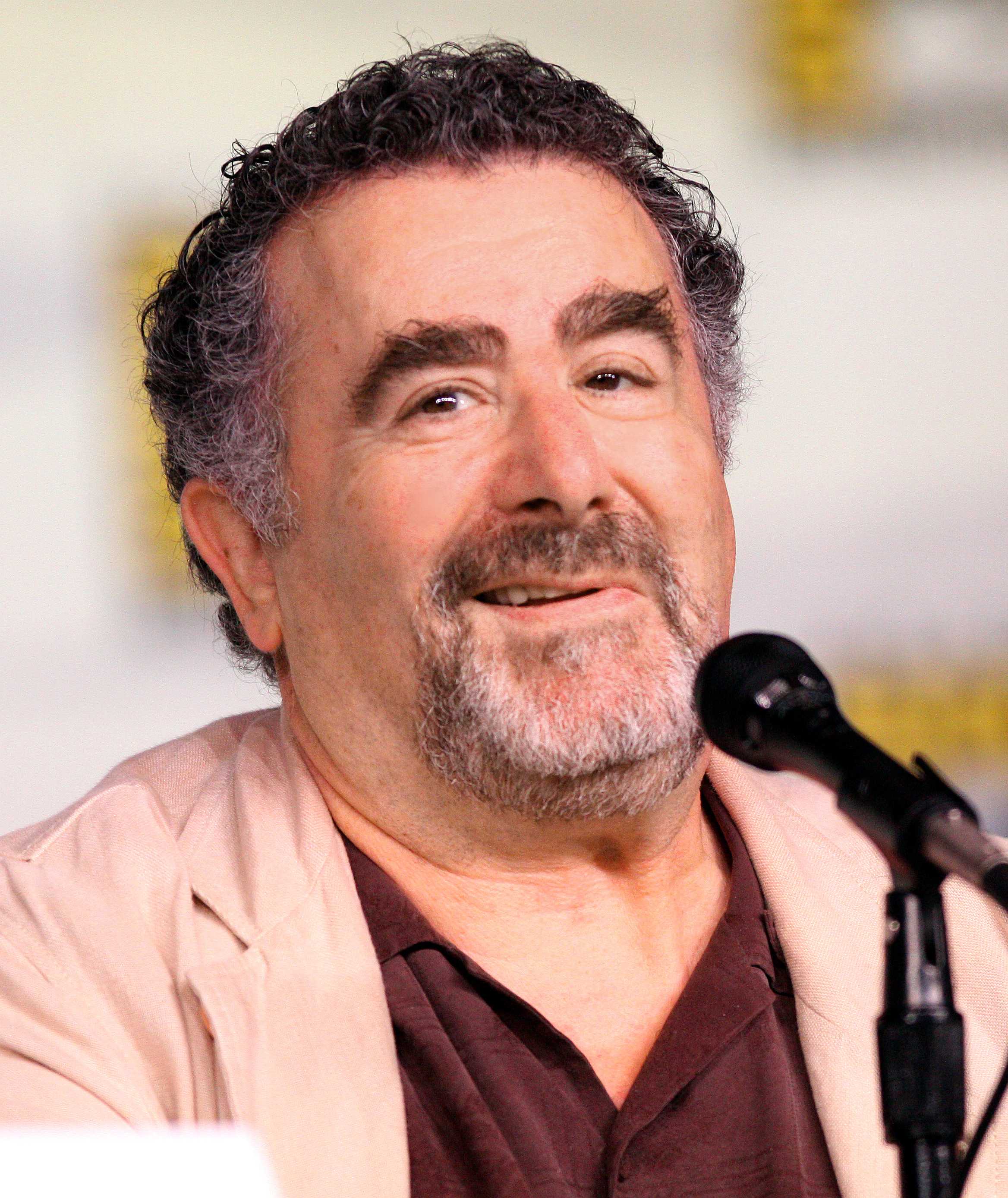
Saul Rubinek

- Saul Alinsky, attivista e scrittore statunitense
- Saul Bass, illustratore statunitense
- Saul Bellow, scrittore canadese naturalizzato statunitense
- Saul Cernichovskij, poeta russo naturalizzato israeliano
- Saul Chaplin, compositore statunitense
- Saul Friedländer, storico, scrittore e biografo israeliano
- Saul Hudson, meglio noto come Slash, chitarrista, compositore e produttore discografico britannico naturalizzato statunitense
- Saul Kripke, filosofo, logico e accademico statunitense
- Saul Lieberman, rabbino e accademico israeliano
- Saul Malatrasi, calciatore e allenatore di calcio italiano
- Saul Perlmutter, fisico statunitense
- Saul Rubinek, attore canadese
- Saul Steinberg, disegnatore e illustratore rumeno naturalizzato statunitense
- Saul Swimmer, regista produttore cinematografico statunitense
- Saul Williams, rapper, poeta e attore statunitense
- Saul Zaentz, produttore cinematografico e produttore discografico statunitense

### Varianti
- Saúl Álvarez, pugile messicano
- Saúl Craviotto, canoista spagnolo
- Saulo Decarli, calciatore svizzero
- Shaul Mofaz, militare e politico israeliano
- Saúl Ñíguez, calciatore spagnolo

## Il nome nelle arti
- Saul Goodman è un personaggio della serie televisiva Breaking Bad e del suo spin-off Better Call Saul.
- Saul Holden è un personaggio della serie televisiva Brothers & Sisters - Segreti di famiglia.
- Saul Karath è un personaggio del videogioco Star Wars: Knights of the Old Republic.
- Saul Panzer è un personaggio dei romanzi della serie Nero Wolfe, scritti da Rex Stout.
- Saul Tigh è un personaggio della serie televisiva Battlestar Galactica.
- Saul è una tragedia di Vittorio Alfieri.